# Gesellschaft für Freikirchliche Theologie und Publizistik
Gesellschaft für Freikirchliche Theologie und Publizistik (GFTP e.V.) ist ein 1995 in Berlin gegründeter Verein, der über die von ihm herausgegebene Zeitschrift für Theologie und Gemeinde (ZThG) theologische Beiträge publiziert und jährlich Symposien zu theologischen Gegenwartsfragen veranstaltet. Die GFTP tritt für ein zeitgemäßes Christentum in ökumenischer Vielfalt ein und will auch Laien an theologischen Sachfragen partizipieren lassen. Besonders im freikirchlichen Raum möchte sie theologische Aufklärungsarbeit leisten, um fundamentalistischen Strömungen entgegenzuwirken.
Die GFTP ist in das Vereinsregister der Stadt Hamburg eingetragen und als gemeinnützig und wissenschaftsfördernd staatlich anerkannt. Ihr gehören derzeit ca. 160 Mitglieder an. Die Mitgliedschaft steht allen Personen unabhängig von ihrer konfessionellen oder religiösen Zugehörigkeit offen.
Vorsitzende ist die baptistische Kirchenhistorikerin Andrea Strübind.